# トニックコード
トニックコード（主和音、Tonic chord）は、ある音階の主音（トニック）を根音（ルート）に持つコードである。
聴感上、他の和音との関係性の中で、相対的に強い帰着感と安定感を持つ。西洋音楽的な調性感を持つ楽曲・楽節の始点や終点に高い頻度で使用される。

## 基本的構造
トライアド(Triad)を形作る根音、第三音、第五音のみを持つ基本的な構成の他に、長六度、長七度等が付加されることがある。
長音階（アイオニアン・スケール(Ionian Scale)）等のスケールから類推した場合、短七度を付加するとトニックコードとしての機能を失う。これは属七の和音と呼び、ドミナントコードの範疇として理解されるべきものである。
伝統的な西洋音楽において、トニックコードとドミナントコード、サブドミナントコードを合わせて主要三和音と呼び、トニックコードは構造上、その中心に位置する重要な和音である。

## 具体例
根音がC（階名のド）のCメジャースケール（ハ長調）であると仮定すると、長三度のE（階名のミ）、完全五度のG（階名のソ）が主要なトニックコードの構成音となる。この場合、生成されたコードをCと呼ぶ。
CメジャースケールにおけるトニックコードCは、C（ド）+E（ミ）+G（ソ）
GメジャースケールにおけるトニックコードGは、G（ソ）+B（シ）+D（レ）
など。

## 派生的構造
基本的なトニックコードを構成するトライアドである根音・長三度・五度以外に、長音階（アイオニアン・スケール）の場合に長六度や長七度が付加されることは基本的構造の項で前述したが、ポピュラー音楽などでは、トニックコードの最低要件である調性の主軸感を損なわない程度に、テンション・ノートや、アヴェイラブル・ノート・スケール(Available Note Scale)構成音を付加して和音に複雑性や多様性を与えることがある。
また、アッパー・ストラクチャー・トライアド(Upper Structure Triad)と呼ぶもう一つのトライアド（コードと理解してよい）をトニックコードと同時に併用する技法も存在する。
ただし、この技法はトニックコード以外でも使用できるため、この項での説明は避ける。